# Teenage Bottlerocket
Teenage Bottlerocket is een Amerikaanse punkband uit 2001 gevormd in Laramie, Wyoming. De band werd opgericht door twee tweelingbroers genaamd Ray en Brandon Carlisle, na het opheffen van hun vorige band, Homeless Wonders, in 2000.

## Geschiedenis
In 2002, toen Teenage Bottlerocket nog bestond uit Ray Carlisle, Brandon Carlisle en Zach Doe, bracht de band zijn eerste ep genaamd A-Bomb uit via het label One Legged Pup. Kort daarna verliet Doe de band, waardoor de band een nieuwe gitarist nodig had. Dit werd Joel Pattinson. In 2003 namen ze hun debuutalbum op, dat op 31 oktober 2002 net zoals voorgaand album door One Legged Pup werd uitgegeven. De band ging door met het spelen van lokale shows, waaronder een paar openingsconcerten met de bands All en The Ataris. Toen de band in 2004 op een korte zomertoer ging, kon Pattinson niet meegaan en moest er weer een nieuwe gitarist komen. Kody Templeman werd de nieuwe gitarist.
Eind 2004 en begin 2005 was de band bezig met het opnemen van hun nieuwe album, Total, dat door Red Scare Industries werd uitgegeven op 12 april 2005. Na de uitgave van dit album werd de band opgemerkt door Groovie Ghoulies, die hun een plek op het podium aanbood op Warped Tour. Kort daarna besloot Teenage Bottlerocket om met Groovie Ghoulies en Teenage Harlets mee te spelen op de Teenage Kicks Tour. In de winter van 2005/2006 begonnen ze aan hun European Vacation Tour, en in de zomer van 2006 gingen ze nog een keer op tour, met de new wave band The Exposies.
Op 28 december 2007 bracht de band hun eerste videoclip uit voor het nummer In "The Basement" van het nieuwe album Warning Device via Red Scare Industries.
Op 10 februari 2009 tekende Teenage Bottlerocket bij het grotere label Fat Wreck Chords. Het eerste album dat ze via Fat Wreck Records uitbrachten was They Came from the Shadows. Het werd uitgebracht op 15 september 2009. Dit werd gevolgd met tours met NOFX, de Mighty Mighty Bosstones en Me First and the Gimme Gimmes.
Er kwamen twee albums uit in 2011. In maart werd het album Another Way uitgegeven op cd via Red Scare en in april werd de ep Mutilate Me uitgegeven door Fat Wreck Records. In 2012 bracht de band hun vijfde studioalbum Freak Out! uit, ook weer via Fat Wreck Chords. In 2013, na een lange Europese tour met de metalbands Volbeat en Iced Earth, brachten ze de ep American Deutsch Bag uit.
In juni 2014 kondigde de band aan dat ze bij Rise Records hadden getekend. In 2015, bracht de band het studioalbum Tales From Wyoming via Rise Records uit, waar ook twee singles bij horen: "Haunted House" en "They Call Me Steve".
Op 3 november 2015 werd de drummer, Brandon Carlisle, thuis bewusteloos gevonden door zijn kamergenoot. Op 7 november maakte de band via Instagram bekend dat Brandon Carlisle was overleden in het ziekenhuis. Op 18 januari 2016 werd bekendgemaakt dat Darren Chewka (van de band Old Wives) de nieuwe drummer zou worden.
Op 31 januari 2017 maakte Fat Wreck Chords bekend dat de band weer een contract bij het label heeft getekend. Er waren al plannen voor een nieuw studioalbum dat in de zomer uitgegeven zou worden.

## Discografie

### Studioalbums
- Another Way (2003)
- Total (2005)
- Warning Device (2008)
- They Came from the Shadows (2009)
- Freak Out! (2012)
- Tales From Wyoming (2015)
- Stealing the Covers (2017)
- Stay Rad! (2019)
- Sick Sesh! (2021)

### Livealbums
- Live in '06 (2007)

### Ep's
- A-Bomb (2002)
- Mutilate Me (2011)
- Ice Age/Walked In Line (2012)
- American Deutsch Bag (2013)

### Splitalbums
- Teenage Bottlerocket/Bill the Welder (2005, met Bill the Welder)
- Teenage Bottlerocket/Prototipes (2005, met Prototipes)
- Teenage Bottlerocket/Broadway Calls (2008, met Broadway Calls)
- Under the Influence, Volume 4 (2008, met The Ergs!)

### Nummers op compilatiealbums
- AMP Magazine Presents, Vol. 4: Punk Pop (2005)
  - "Radio" van Total
- PROTECT: A Benefit for the National Association to Protect Children (2005)
  - "So Far Away" van Total
- Take Action! Vol. 5 (2006)
  - Een exclusieve versie van "Pull the Plug", van het album Total
- I Killed Punk Rock (2006)
  - "So Cool" van Total
- Pop Punk's Not Dead (2007)
  - "So Cool" van Total
- Punk Rock Generation, Vol. 2 (2007)
  - "Blood Bath at Burger King" van Total
- Insubordination Fest 2007 (2007)
  - Een liveversie van "Radio" van Total
- Untitled 21: A Juvenile Tribute to the Swingin' Utters (2010)
  - "London Drunk"
- Harder, Fatter + Louder! (2010)
  - "Skate or Die" van They Came from the Shadows.
- The Songs of Tony Sly: A Tribute (2013)
  - "Via Munich"

## Videoclips
- "In the Basement" (2007)
- "Skate or Die" (2009)
- "Bigger Than Kiss" (2009)
- "She's Not The One" (2011)
- "Headbanger" (2012)
- "Cruising for Chicks" (2012)
- "Freak Out" (2013)
- "Haunted House" (2015)
- "They Call Me Steve" (2015)